# Для неё
«Для неё» (фр. Pour elle) — французский художественный фильм режиссёра Фреда Кавайе, вышедший на экраны в конце 2008 года. В российском видеопрокате также известен под названием «Всё ради неё».
Номинировался в национальной французской кинопремии в категории «Лучший дебют».

## Сюжет
Тихий семейный завтрак. Муж и жена кормят малолетнего сына и составляют планы на день. Лиза сетует на свою начальницу, Жюльен, учитель французского, советует задуматься ей над сменой работы. Идиллию нарушает звонок в дверь. В квартиру врывается полиция и арестовывает Лизу по обвинению в убийстве её начальницы. Три следующих года проходят в череде судов и апелляций. Но все усилия тщетны, улики слишком серьёзные. Кровь жертвы на одежде Лизы, отпечатки её пальцев на орудии убийства, с которым свидетели видели её на месте преступления. Да и неприязненные отношения с погибшей были общеизвестны. Тем не менее, из одного из флешбэков ясно, что женщина не виновна. Но последняя апелляция отклонена и приговор суров — 20 лет тюрьмы. Отчаявшаяся Лиза пытается покончить с собой. Тогда же Жюльен решает, несмотря ни на что, спасти любимую и организовать побег…

## В ролях
| Актёр             | Роль              |
| ----------------- | ----------------- |
| Венсан Линдон     | Жюльен Оклер      |
| Диана Крюгер      | Лиза Оклер        |
| Ланселот Рош      | Оскар Оклер       |
| Лилиан Ровер      | мать Жюльена      |
| Оливье Перье      | отец Жюльена      |
| Хамму Грайа       | коммендант Сусини |
| Тьерри Годар      | Паскаль Оклер     |
| Реми Мартен       | капитан Жуссом    |
| Фредерик Марамбер | доктор Гардес     |
| Мусса Мааскри     | Нашур             |
| Иван Франек       | Драган            |
| Жозеф Бедделем    | Хассан            |
| Алаа Сафи         | Мусса             |

## Реакция критики
79-процентный рейтинг свежести на сайте-накопителе кинорецензий Rotten Tomatoes свидетельствует о в целом позитивной оценке работы Кавайе. Так, например, Тим Роби из The Daily Telegraph, отмечая интенсивность сюжета, писал: «Этот французский триллер мчится практически без остановок… А запредельные опасности связанные с криминальными сделками обеспечивают фильму Фреда Кавайе избыток ощущения цейтнота и учащённого сердцебиения». Британская газета The Observer, характеризуя фильм как «захватывающий», дополняет: «Кинокартина побуждает зрительскую аудиторию сочувствовать главному герою, приличному человеку, доведённому отчаянием до преступных поступков и мы будем на его стороне от начала и до самого конца». Обозреватель The Globe and Mail подчёркивал качественную игру исполнителей главных ролей, в первую очередь Венсана Линдона: «Французский актёр совершает практически спортивный подвиг, формируя и поддерживая своё состояние ошеломлённого шока, которое постепенно перерастает в маску холодной ярости».

## Награды и номинации
Список наград и номинаций приведён в соответствии с данными IMDb.

### Номинации
| Год  | Событие            | Номинация    | Номинант    |
| ---- | ------------------ | ------------ | ----------- |
| 2009 | Кинопремия «Сезар» | Лучший дебют | Фред Кавайе |

## Ремейк
В ноябре 2010 года кинокомпания Lionsgate выпустила в широкий прокат ремейк данной киноленты под названием «Три дня на побег». Главные роли в нём исполнили Рассел Кроу и Элизабет Бэнкс. Автором сценария американского фильма выступил Фред Кавайе, а производством фильма занималась Fidélité Films.